# Ramón López Velarde
Ramón Modesto López-Velarde Berumen (Jerez de García Salinas, Zacatecas; 15 de junio de 1888-Ciudad de México, 19 de junio de 1921), más conocido como Ramón López-Velarde, fue un poeta y funcionario mexicano del movimiento modernista. En México alcanzó una gran fama y llegó a ser apodado como "El poeta nacional".

## Biografía

### Años de formación
Fue el primero de los nueve hijos de José Guadalupe López-Velarde Morán, originario de Jalisco, y de Trinidad Berúmen Llamas, hija de una familia de terratenientes locales. Nace en Jerez de García Salinas, Zacatecas; posteriormente, su nacimiento será registrado en el Registro Civil de Jerez. El padre, tras ejercer sin fortuna como abogado, había fundado un colegio católico en Jerez. En 1900, Ramón fue enviado al Seminario de Zacatecas, donde permaneció dos años; más tarde, debido a la mudanza de su familia, se trasladó al Seminario de Aguascalientes. En 1905 eligió abandonar el Seminario y su posible futuro como sacerdote, optando por la carrera de Leyes.
Fue enviado a la corte por un robo a sus padres durante su juventud, López Velarde pasó sus vacaciones en Jerez. Durante su juventud Ramón fue enviado a una escuela de mujeres por sus padres, lo que causó primero su molestia, aunque años después estuvo muy agradecido, pues conoció a mujeres que fueron importantes para él. En esa época conoció a Josefa de los Ríos, pariente lejana y ocho años mayor que él, quien le causó una honda impresión. El primer poema que se conoce de López Velarde, fechado en 1905, parece estar inspirado en ella, a la que luego dará en su obra el nombre de "Fuensanta".
En 1906 colaboró en la revista Bohemio, publicada en Aguascalientes por unos amigos suyos, con el seudónimo de "Ricardo Wencer Olivares". El grupo de Bohemio tomó partido por Manuel Caballero, católico integrista enemigo del modernismo literario , con ocasión de la polémica que produjo la reaparición de la Revista Azul en 1907. Sus intervenciones, sin embargo, tuvieron escaso eco en la vida literaria mexicana.
En enero de 1908 López Velarde comenzó sus estudios de Leyes en el Instituto Científico y Literario de San Luis Potosí. Poco después murió su padre, dejando a la familia, que regresó a Jerez, en una difícil situación económica. El autor pudo continuar sus estudios gracias al apoyo de sus tíos maternos. López Velarde continuó colaborando con diferentes publicaciones de Aguascalientes (El Observador, El Debate, Nosotros) y luego de Guadalajara (El Regional, Pluma y Lápiz). La revista Bohemio había dejado de existir el año anterior.
En San Luis Potosí leyó a los poetas modernistas, especialmente a Amado Nervo, a quien llamaría "máximo poeta nuestro", y al español Andrés González Blanco, cambiando radicalmente sus opiniones en manera de estética. A partir de este momento se convierte en defensor ferviente del modernismo, y en 1910 preparó para su edición un manuscrito, que no llegó a publicarse, que será el germen de su futuro libro La sangre devota.

### Poeta de laRevolución mexicana
Apoyó abiertamente las exigencias de reformas políticas de Francisco I. Madero, a quien conoció personalmente en 1910. En 1911 obtuvo el título de abogado y tomó posesión como juez de primera instancia en un pequeño pueblo del estado de San Luis, llamado Venado. Sin embargo, dejó su cargo a finales de año y viajó a la Ciudad de México, pensando que Madero, nuevo presidente de la República, le daría algún puesto de confianza, pero no ocurrió así, quizá a causa del catolicismo militante de López Velarde.
En 1912, Eduardo J. Correa, antiguo protector suyo, lo llamó para colaborar en el diario católico de la Ciudad de México La Nación. Para la mencionada publicación, Velarde escribió poemas, reseñas y muchos artículos políticos sobre la nueva situación de México. En ellos atacó, entre otros, a Emiliano Zapata. Abandonó el periódico poco antes de la sublevación del 9 de febrero de 1913 en la Ciudad de México, que llevaría al poder a Victoriano Huerta, y procuró alejarse de los desórdenes trasladándose de nuevo a San Luis Potosí, donde puso un bufete. Allí comenzó a cortejar a María de Nevares, a quien seguiría pretendiendo durante toda la vida, aunque nunca llegaron a contraer matrimonio.
A principios de 1914 se instaló definitivamente en la Ciudad de México. A mediados de 1915 se impone en México el liderazgo de Venustiano Carranza y comienza una época de relativa tranquilidad. La poesía mexicana de la época estaba dominada por el postmodernista Enrique González Martínez, escasamente apreciado por López Velarde, como se evidencia en una reseña que publicó por esos años. En cambio, se siente mucho más afín a José Juan Tablada, con quien mantuvo una cordial amistad. En estos años se interesa también mucho por la obra del argentino Leopoldo Lugones, quien tuvo una decisiva influencia en su obra.
Es a partir de 1915 cuando López Velarde comienza a escribir sus poemas más personales, marcados por la añoranza de su Jerez natal (al que ya nunca regresaría) y de su primer amor, "Fuensanta".
En 1916 publica su primer libro, La sangre devota, que dedica a "los espíritus" de los poetas mexicanos Manuel Gutiérrez Nájera y Manuel José Othón. El libro recibió una buena acogida en los medios literarios mexicanos. En La sangre devota está muy presente -incluso en el título- la liturgia católica, asociada por el autor al mundo idealizado de su infancia provinciana y única esperanza de refugio para su atribulada vida ciudadana. El poema "Viaje al terruño" es, en el fondo, una ensoñación sobre el regreso a la infancia. Sin embargo, esta nostalgia del pasado no está exenta de un cierto distanciamiento irónico, como cuando en el poema "Tenías un rebozo de seda..." se recuerda a sí mismo como un "[...] seminarista / sin Baudelaire, sin rima y sin olfato". Una de las piezas del libro que mayor interés han concitado es "Mi prima Águeda", donde también está muy presente la ironía.
En 1917 muere Josefa de los Ríos, "Fuensanta", su amor de juventud. Por entonces López Velarde comienza a preparar su próximo poemario, Zozobra, que habrá de aguardar todavía dos años hasta ser publicado. Entre marzo y julio de 1917 colabora en la revista Pegaso, junto con González Martínez y, a pesar de recibir algunos ataques por su interés por el mundo de la provincia y su catolicismo, su prestigio literario comienza a consolidarse.

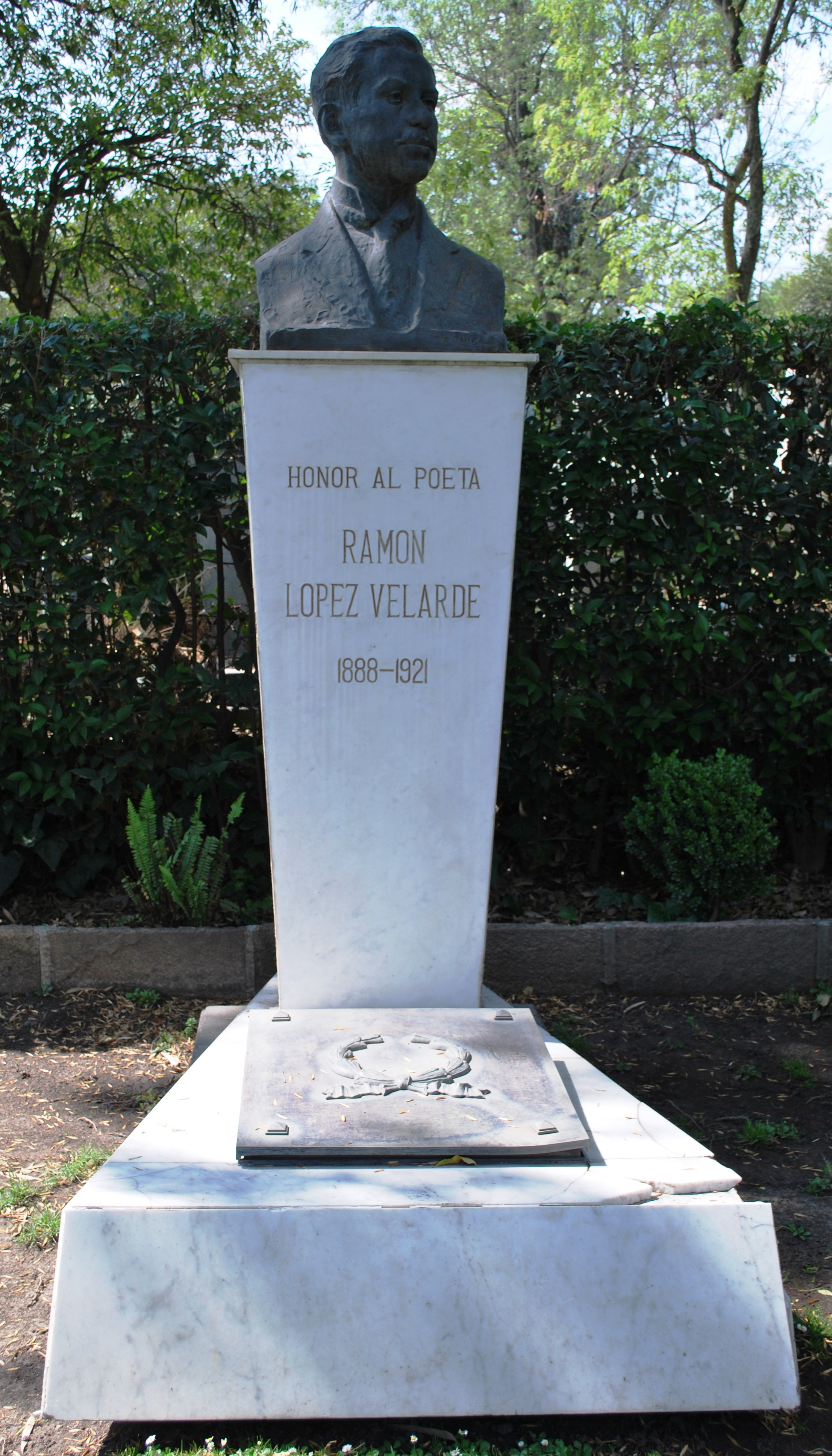
Sepulcro de Ramón López Velarde en la Rotonda de las Personas Ilustres (México)

En 1919 publica Zozobra, su segundo libro, considerado por gran parte de la crítica como su mejor obra. En él la ironía es ya el tropo dominante, y, junto a los poemas referidos a la provincia, aparecen también otros fruto de su experiencia en la capital. Es evidente la influencia de Leopoldo Lugones en cuanto a la voluntad de evitar los lugares comunes, la utilización de un vocabulario hasta entonces considerado antipoético, la adjetivación insólita, las metáforas inesperadas, los juegos de palabras, la predilección por los vocablos esdrújulos y el uso humorístico de la rima. En este sentido, su obra se asemeja también a la del uruguayo Julio Herrera y Reissig. También se encuentran afinidades con el poeta venezolano Adriano González León, a las que Octavio Paz llamaría "una evolución paralela" entre los dos poetas. Consta de un total de cuarenta poemas que configuran un cierto recorrido circular, ya que el libro se abre con "Hoy como nunca", despedida a Fuensanta y a Jerez, y se cierra con "Humildemente", que marca una especie de retorno simbólico a sus orígenes. Zozobra fue criticado duramente por González Martínez.
En 1920, la sublevación del general Álvaro Obregón supone el final del gobierno de Carranza, que para Velarde había sido un período de estabilidad y de gran desarrollo creativo. Sin embargo, tras los primeros momentos de desconcierto, es nombrado secretario de Educación José Vasconcelos, decidido a lograr una renovación cultural del país. López Velarde publica artículos en dos revistas promovidas por Vasconcelos, México Moderno y El Maestro. En este último apareció un breve ensayo muy significativo de Velarde, "Novedad de la Patria", donde expone las ideas que desarrollará en su poema más famoso, y que le valió ser considerado poeta de la Revolución mexicana, La suave patria.

## Fallecimiento
Murió el 19 de junio de 1921, poco después de cumplir los treinta y tres años. La causa oficial de su muerte, según el certificado de defunción, fue una bronconeumonía que se complicó debido también a la sífilis que padecía. Dejó un libro inédito, El son del corazón, que se publicaría hasta 1932. Un libro de prosa, El minutero, sería también editado por sus deudos póstumamente, en 1923. El 15 de junio de 1963 sus restos mortales fueron exhumados y trasladados a la Rotonda de las Personas Ilustres de la Ciudad de México.

## Repercusión de su obra
A su muerte, a instancias de José Vasconcelos Calderón, se le tributaron honores como poeta nacional, y su obra (sobre todo, el poema La suave patria) se exaltó como expresión suprema de la nueva mexicanidad nacida de la Revolución. La apropiación oficial no excluyó otras lecturas de su obra: los poetas del grupo Los Contemporáneos vieron en él, junto a Tablada, el comienzo de la poesía mexicana moderna. En particular, Xavier Villaurrutia destacó la centralidad de López Velarde en la historia de la poesía mexicana, y lo comparó con el francés Charles Baudelaire.
El estudio más completo sobre su figura lo realizó el estadounidense Allen W. Phillips en 1961, dando pie a un iluminador estudio de Octavio Paz, incluido en su libro Cuadrivio (1963), en el que hace hincapié en la modernidad del poeta jerezano, al que relaciona con autores como Jules Laforgue, Leopoldo Lugones o Julio Herrera y Reissig. En Borges, del argentino Adolfo Bioy Casares, se consignan varias consideraciones sobre López Velarde, en especial en torno a poemas como “El retorno maléfico” o La Suave patria, sobre la cual Borges opinaba que «es una extraordinaria prueba de la variedad lograda por López Velarde con los endecasílabos». Por su parte, Bioy afirma: «Lo más admirable de López Velarde es haber logrado, en “La suave patria”, con su modernismo tan barroco y metafórico, una poesía intensa y fluida. Generalmente es más intensa y fluida que la de Lugones».
Otros críticos, como Gabriel Zaid, centraron su análisis en el catolicismo de López Velarde y en sus años de formación. En 1989, con motivo del centenario de su nacimiento, el escritor mexicano Guillermo Sheridan escribió una biografía del poeta, titulada Un corazón adicto: la vida de Ramón López Velarde, quizá la más completa hasta la fecha.
Su obra, como la de José Juan Tablada, marca el momento de transición entre el modernismo y la vanguardia. La eclosión de los ismos en el ámbito hispánico se anuncia ya en su novedoso tratamiento del lenguaje poético y, al mismo tiempo, la dualidad que preside su obra (el contraste entre las tradiciones del campo y la turbulencia de la ciudad, y su propio forcejeo angustiado entre las inclinaciones ascéticas y sensualidad pagana) tiene un claro carácter romántico-modernista.
Actualmente, en la Ciudad de México se encuentra el museo Casa del Poeta López Velarde, en el lugar que fue su morada durante los últimos 3 años de su vida.

## Obras de Ramón López Velarde

### Poesía
- La sangre devota, 1916
- Zozobra, 1919
- La suave patria, 1921
- El son del corazón, 1932
- Silabario del corazón, 1933
- La niña del retrato, 1935

### Prosa
- El minutero, 1923
- El don de febrero y otras prosas, 1952
- Correspondencia con Eduardo J. Correa y otros escritos juveniles, 1991